# Apeadeiro de Quinta das Torres

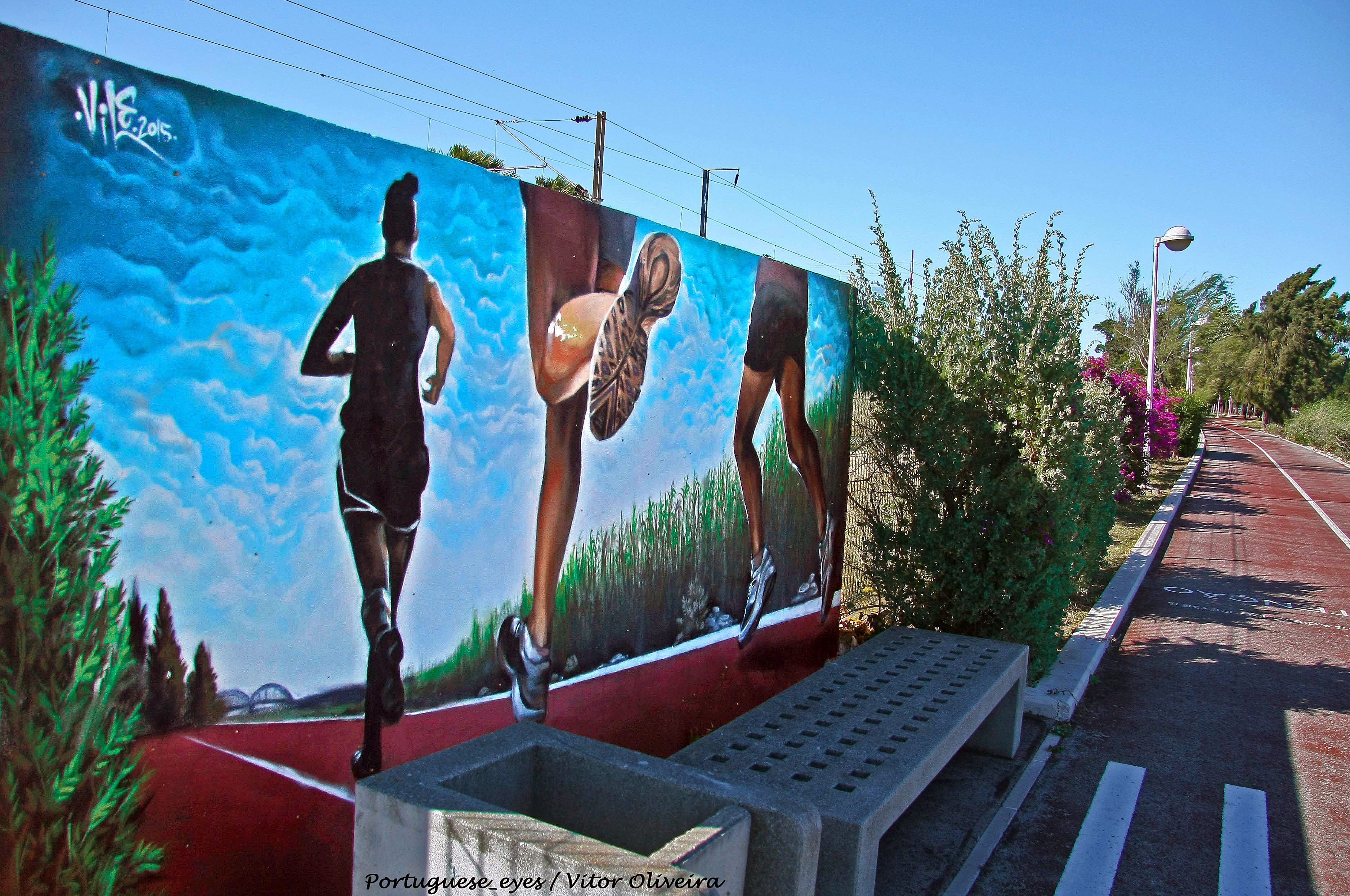
Um dos vários murais que ornamentam o Caminho Pedonal Alhandra - Vila Franca de Xira (entre a via férrea e o rio), aqui muito próximo do local do apeadeiro desativado de Quinta das Torres (vd catenária além).

O Apeadeiro de Quinta das Torres foi uma interface ferroviária da Linha do Norte, que servia a escola da Marinha no município de Vila Franca de Xira, em Portugal. Era servida pela Linha da Azambuja da rede de comboios suburbanos de Lisboa.

## História
Esta interface inseria-se no troço entre Santa Apolónia e Carregado da Linha do Norte, que foi inaugurado em 28 de Setembro de 1856. Em 9 de Janeiro de 1936, o Ministério das Obras Públicas e Comunicações aprovou um projecto de aviso ao público relativo à sua abertura, à época com o estatuto de apeadeiro. Em 1985 esta interface era descrita como tendo duas plataformas (habitual para apeadeiro numa linha de via dupla), sem edifício de passageiros. Deixou de constar dos horários da Linha da Azambuja a 13 de Dezembro de 2009, por se deixar de se justificar o seu funcionamento após o encerramento da escola da Marinha.[carece de fontes?]